# جيمي ألين (لاعب كرة قدم أمريكية)
جيمي ألين (بالإنجليزية: Jimmy Allen)‏ هو لاعب كرة قدم أمريكية أمريكي، ولد في 6 مارس 1952 في كليرواتر في الولايات المتحدة.

## وصلات خارجية
- جيمي ألين على موقع مرجع كرة القدم المحترفة.كوم (الإنجليزية)